# Birów
Birów (461 m) – skaliste wzgórze na Wyżynie Częstochowskiej we wsi Podzamcze koło Ogrodzieńca. Znajduje się po północnej stronie zabudowanego obszaru tej miejscowości i jest bezleśne. Dzięki temu rozciąga się z niego panorama widokowa obejmująca cały horyzont. Ze wzgórza widoczny jest m.in. pobliski, położony na Górze Janowskiego Zamek Ogrodzieniec wraz z najwyższym wzniesieniem Wyżyny Krakowsko-Częstochowskiej – skałą Czubatką oraz wzgórze Suchy Połeć. Widzimy stąd także Rzędową Skałę, a dalej odległe, białe skały Góry Zborów, a po przeciwnej stronie odległe wzniesienia m.in. Zegarowych Skał i ruiny zamku Pilcza w Smoleniu.
Birów posiada charakterystycznie zwieńczenie w postaci niecki otoczonej licznymi ostańcami skalnymi tworzącymi strome urwiska. Dzięki takiemu ukształtowaniu terenu posiadała bardzo dobre cechy obronne i było miejscem osadnictwa wielu różnych kultur. Archeolodzy znaleźli tutaj resztki drewnianego Grodu na Górze Birów pochodzącego  prawdopodobnie z końca XIII wieku i spalonego w pierwszej połowie XIV wieku podczas walk Władysława Łokietka z Czechami. W latach 2007–2008 gród odbudowano na nowo i udostępniono do zwiedzania jako jedną z atrakcji turystycznych. Prace prowadzone przez archeologów wykazały, że wzgórze Birów było zasiedlone przez ludzi już pod koniec neolitu, a także później, w epoce brązu. Archeolodzy znaleźli dowody zamieszkiwania tutaj przez ludzi kultury łużyckiej. Ślady wskazują, że ich osada być może padła łupem Scytów. Później wzgórze zamieszkiwane było w okresie późnorzymskim (II – V w n.e.), oraz w późnym średniowieczu. 

## Wspinaczka
Skałki na Górze Birów są rejonem atrakcyjnym dla wspinaczy. Znajduje się tu kilkadziesiąt dróg wspinaczkowych wyposażonych w stałą asekurację. Przeważają drogi trudne, o stopniu trudności przekraczającym VI w skali Kurtyki. Dzięki inicjatywie Michała Czubaka, poparciu gminy Ogrodzieniec, Zespołu Parków Krajobrazowych Województwa Śląskiego, sponsorów prywatnych oraz instytucjonalnych, w latach 2008–2009 przeprowadzono tu kompleksową wymianę punktów asekuracyjnych oraz wycinkę drzew i krzewów zasłaniających skały.
Wyróżnia się dwie grupy skał:
- skały północne udostępnione do wspinaczki: Okiennik Birowski, Wielki Mur, Cynamonowa Płyta, Filar Birowa (Wielki Filar), Turnia nad Obozem, Deszczowa Skała (Lipie)[7][8].
- skały południowe. Dostępna do wspinaczki jest tylko ich część wschodnia, pozostałe skały znajdują się na terenie prywatnym i wspinaczka wymaga uzyskania zgody właściciela terenu. Są to skały: Kamień Tylny, Szafka, Płetwa, Szara Płyta, Ściana Archeo, Bajkowy Ogródek[7].

W północnych ścianach znajduje się kilka schronisk: Okno Skalne w Górze Birów, Schronisko w Górze Birów koło Podzamcza Północne, Schronisko w Górze Birów koło Podzamcza Wschodnie, Schronisko w Górze Birów koło Podzamcza Zachodnie. 

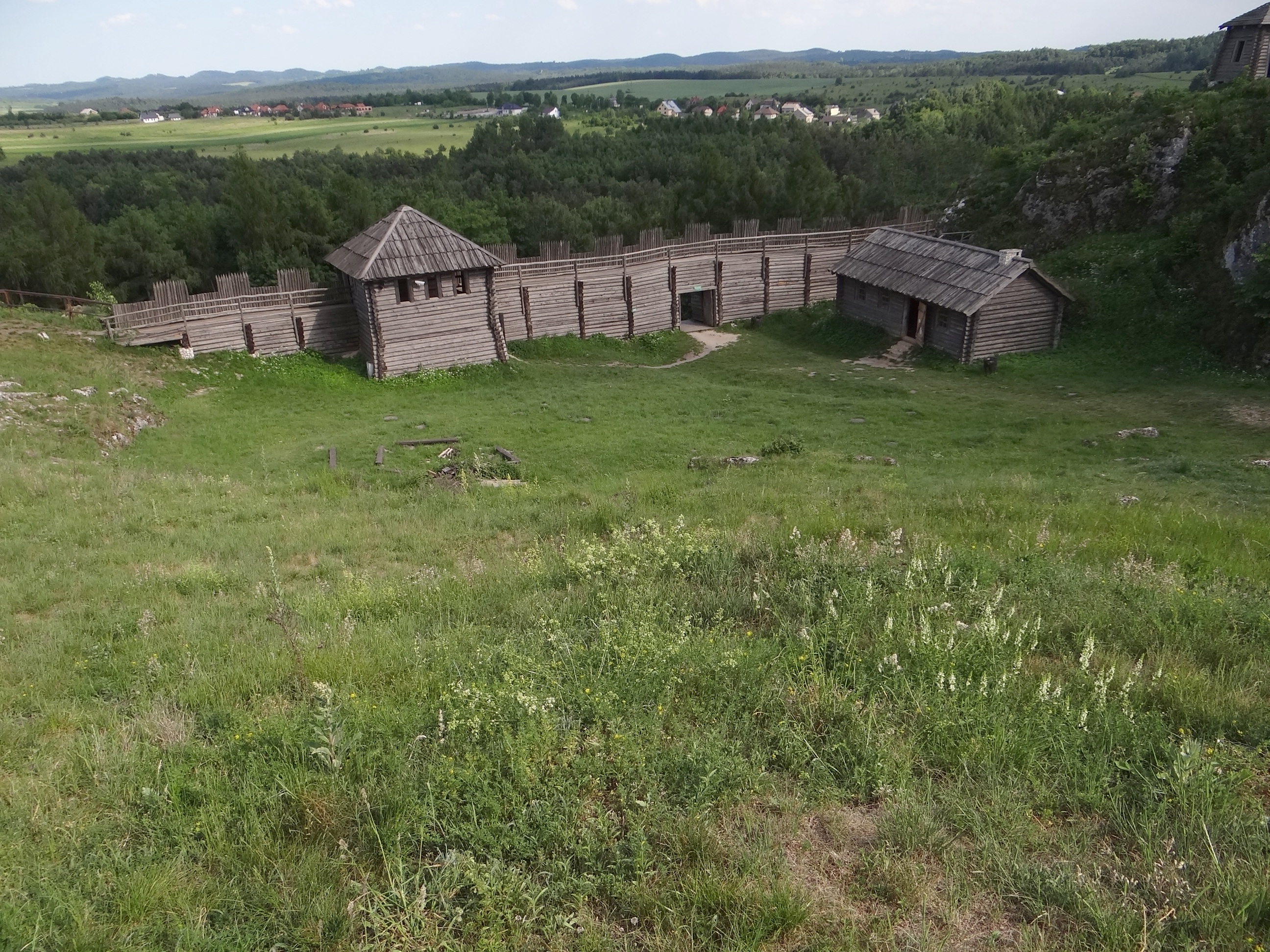
Rekonstrukcja grodziska na Górze Birów
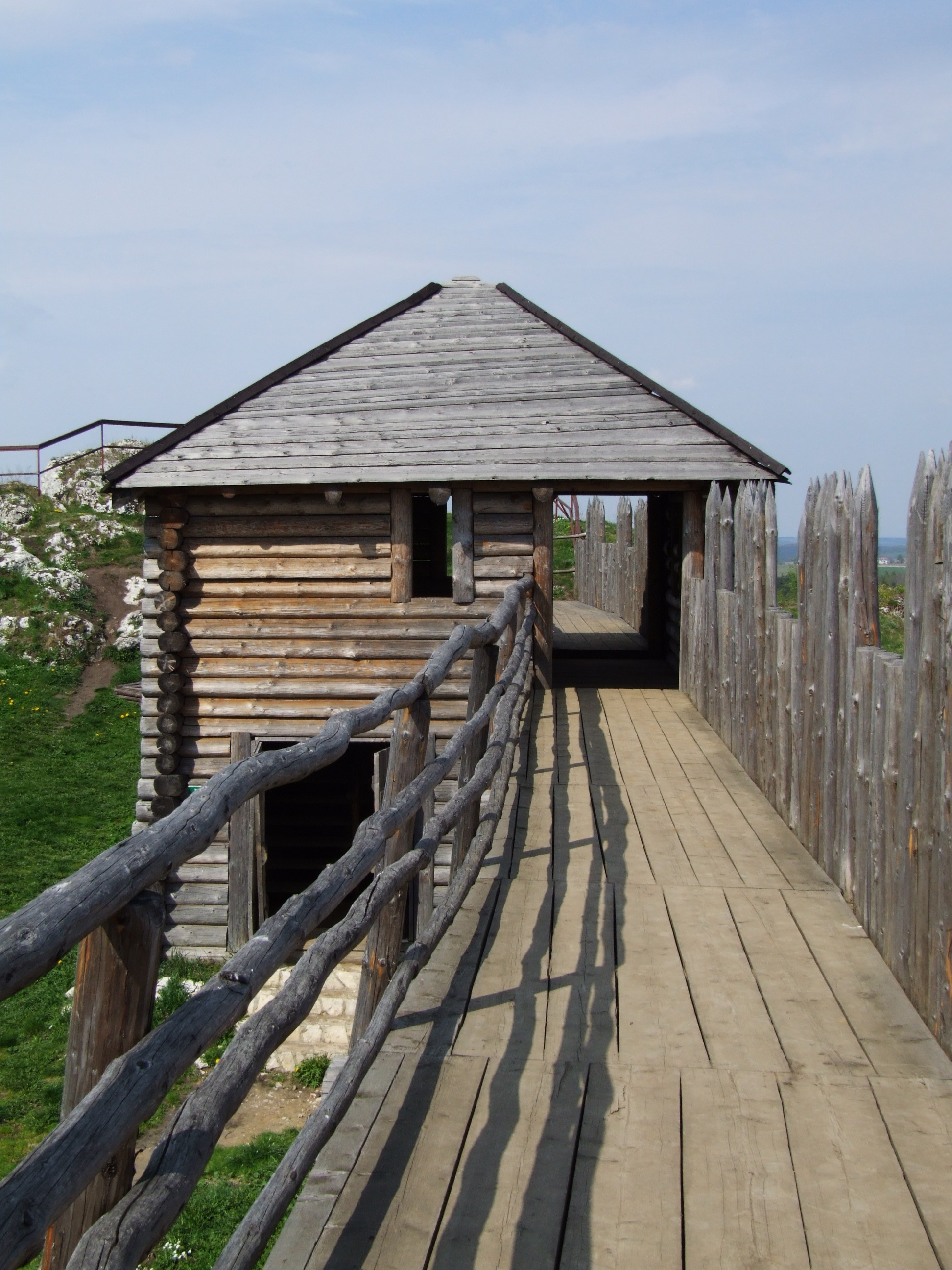
Zrekonstruowane mury obronne grodu
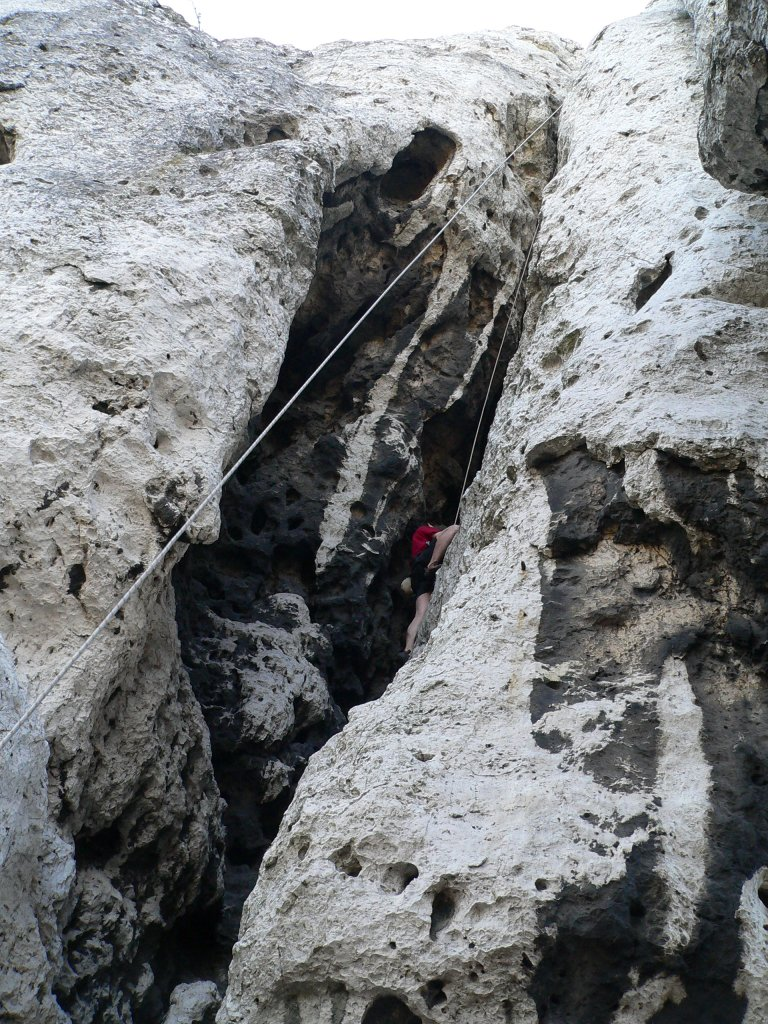
Wspinaczka w Kominie Kursantów na Górze Birów
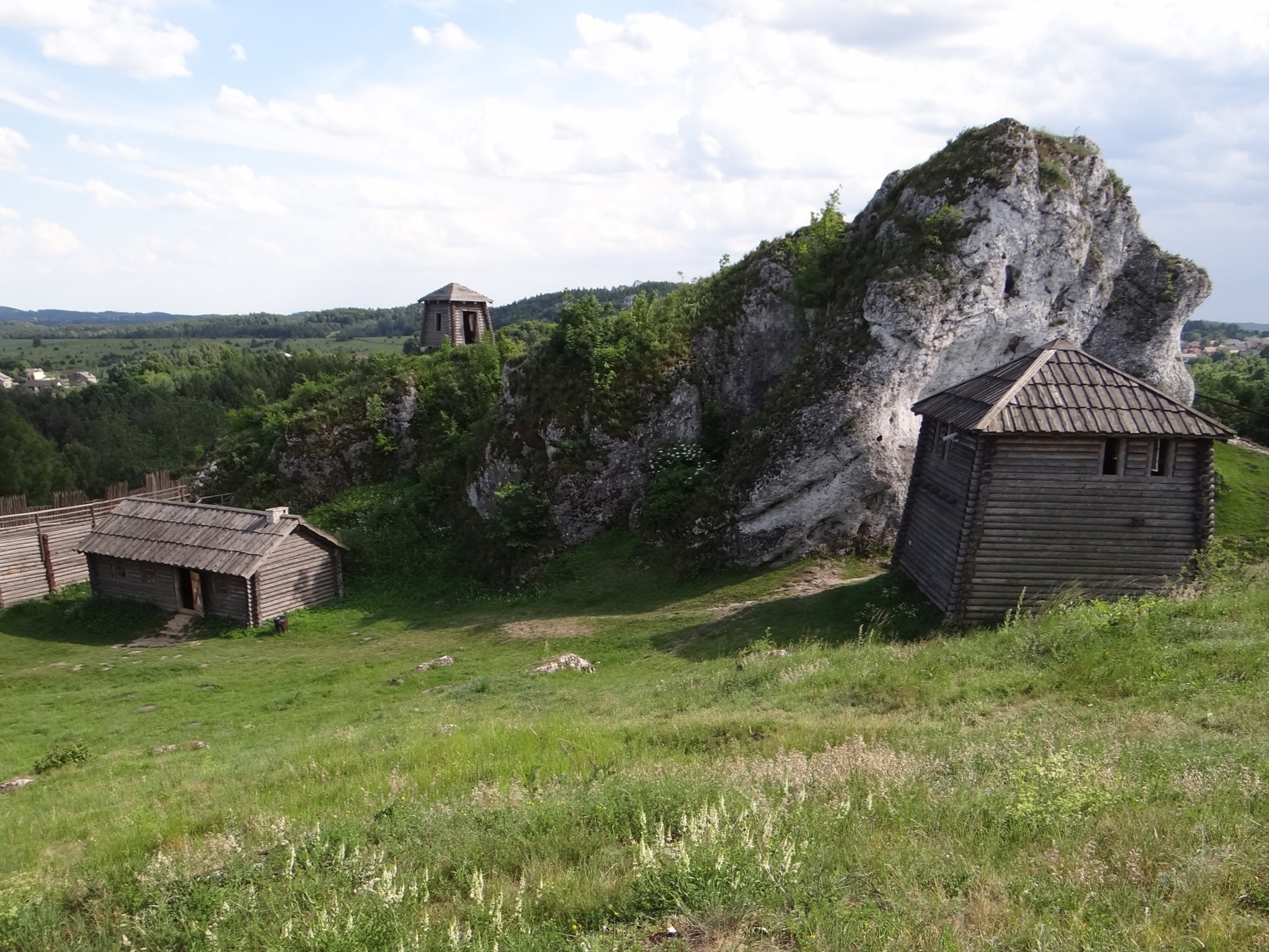
Skały na wzgórzu
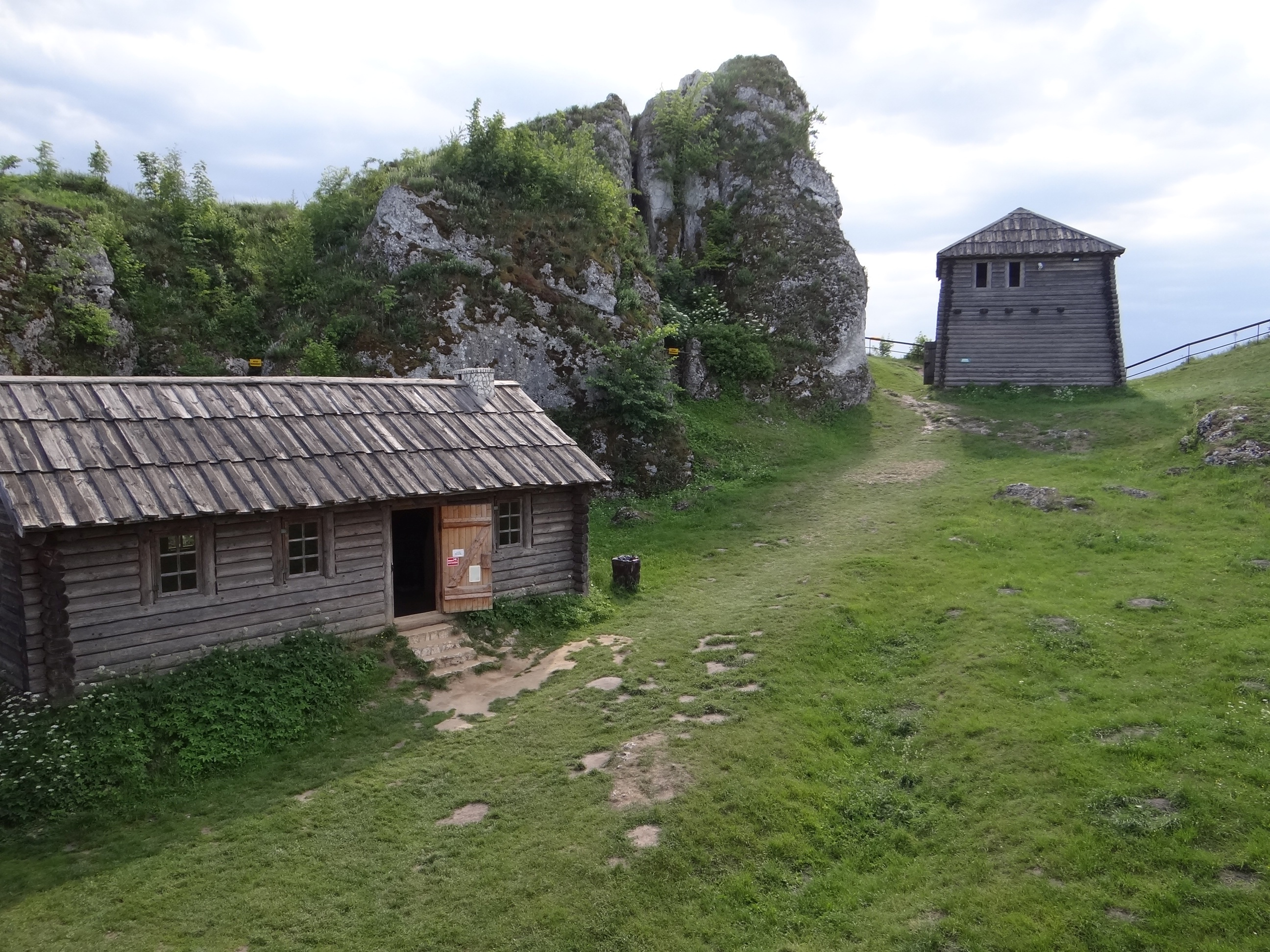
Fragment rekonstrukcji grodu
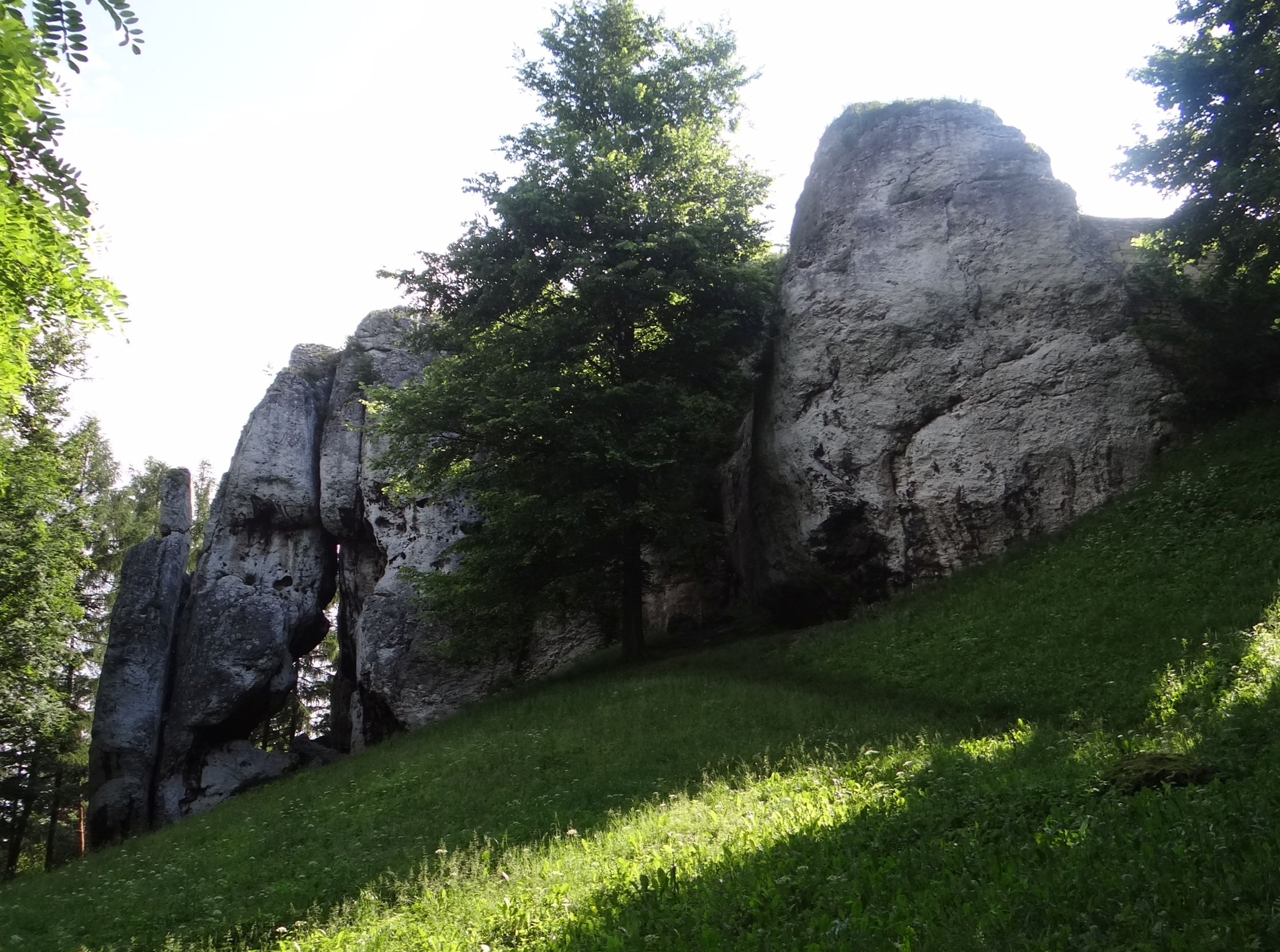
Skały w północnej grupie